# Herpelidae
Herpelidae é uma família de gimnofionos encontrada na África.

## Gêneros
- Boulengerula
- Herpele